# Svetovno prvenstvo v hokeju na ledu 2016
Svetovno prvenstvo v hokeju na ledu 2016 je 80. svetovno prvenstvo v hokeju na ledu. Vodila ga je Mednarodna hokejska zveza. 46 držav je bilo razporejenih v 4 različne divizije. Tekmovanje je tudi služilo kot kvalifikacije za Svetovno prvenstvo v hokeju na ledu 2017.

## Elitna divizija
Tekmovanje je potekalo med 6. in 22. majem 2016 v Moskvi in Sankt Peterburgu v Rusiji.
Končni vrstni red
| 1. Kanada 2. Finska 3. Rusija 4. ZDA 5. Češka 6. Švedska 7. Nemčija 8. Danska | 1. Slovaška 2. Norveška 3. Švica 4. Belorusija 5. Latvija 6. Francija 7. Madžarska — izpad v Divizijo I A 8. Kazahstan — izpad v Divizijo I A |

## Divizija I
| Divizija I A — končni vrstni red 1. Slovenija — napredovanje v elitno divizijo 2. Italija — napredovanje v elitno divizijo 3. Poljska 4. Avstrija 5. Južna Koreja 6. Japonska — izpad v Divizijo I B | Divizija I B — končni vrstni red 1. Ukrajina — napredovanje v Divizijo I A 2. Združeno kraljestvo 3. Litva 4. Hrvaška 5. Estonija 6. Romunija — izpad v Divizijo II A |

## Divizija II
| Divizija II A — končni vrstni red 1. Nizozemska — napredovanje v Divizijo I B 2. Španija 3. Belgija 4. Srbija 5. Islandija 6. Kitajska — izpad v Divizijo II B | Divizija II B — končni vrstni red 1. Avstralija — napredovanje v Divizijo II A 2. Mehika 3. Izrael 4. Nova Zelandija 5. Severna Koreja 6. Bolgarija — izpad v Divizijo III |

## Divizija III
| Divizija III — končni vrstni red 1. Turčija — napredovanje v Divizijo II B 2. Gruzija 3. Južna Afrika 4. Luksemburg 5. Bosna in Hercegovina 6. Hongkong |